# Alugha
Компания Alugha, центральный офис которой расположен в Мангейм (Германия), является единственным общедоступным и открытым видео-порталом в Германии, а также первым многоязычным облачным видео-хостингом, который позволяет преобразовывать ролики в многоязычный формат.

## История
Компания Alugha GmbH была основана в 2014 году членами семей Бернда Корца, а также председателя наблюдательного совета компании Duravit и акционера Röchling Group, Грегора Грайнерта. История компании Alugha (арабская буква «A» и слово «lugha» (лугха) на суахили) берет свое начало в 2012 году. В то время, у Корца был свой канал YouTube, на котором он публиковал обучающие видеоролики, в которых рассказывал как реконструировать фермерский дом. Позднее он стал снимать ролики, посвященные компьютерной технике. Учитывая растущий спрос на многоязычные ролики, Корц решил использовать субтитры, поскольку ни один портал не предлагал возможности изменить язык прямо во время просмотра видео. Но это решение сложно было назвать оптимальным, поэтому ему в голову пришла идея реализовать инструмент для изменения языка прямо во время воспроизведения видеозаписи. Учитывая тот факт, что разработка прототипа обошлась бы ему в 800 000 евро, эта задача была выполнена его сыном Никласом, которому тогда было 15 лет. В марте 2015 года компания Alugha представила первую версию своей платформы.

## рейтинг Alexa
- 4,352 (июнь 2020)[5]

## Награды
- Innovation Hub Tata Communications Communications, Победители 2020[6][7][8]